# Campeonato Gaúcho 2021
El Campeonato Gaúcho de Fútbol 2021 fue la 101.ª edición de la primera división de fútbol del estado de Río Grande del Sur. El torneo fue organizado por la Federação Gaúcha de Futebol (FGF). El torneo comenzó el 27 de febrero y finalizó el 23 de mayo. El ganador fue Grêmio, que venció en la final a su clásico rival, Internacional, por 3 a 2 en el acumulado de goles, logrando así su título estadual número 40.

## Sistema de juego

### Primera fase
Los 12 equipos se enfrentan en modalidad de todos contra todos a una sola rueda. Culminadas las once fechas, los cuatro primeros puestos acceden a las semifinales. Los dos últimos posicionados descenderán a Segunda División.

### Segunda fase
- Semifinales: Los enfrentamientos se emparejan con respecto al puntaje de la primera fase, de la siguiente forma:
  - 1.º vs. 4.º
  - 2.º vs. 3.º

- Final: Los dos ganadores de las semifinales disputan la final.

- Nota 1: Tanto las semifinales como la final se juegan en partidos de ida y vuelta, el equipo con mayor puntaje en la primera fase podrá decidir en que partido ser local.
- Nota 2: En caso de empate en puntos, diferencia de goles y goles de visita en cualquier llave, se definirá en tanda de penales.

### Clasificaciones
- Copa de Brasil 2022: Clasifican los tres mejores equipos que aún no se hayan clasificado a esta copa.
- Serie D 2022: Clasifican los tres mejores equipos que no disputan ni la Serie A (Grêmio, Internacional, Juventude), Serie B (Brasil de Pelotas) o Serie C (São José, Ypiranga).

## Equipos participantes
| Equipo              | Ciudad          | Estadio                   | Capacidad | Posición 2020 | Títulos (último) |
| ------------------- | --------------- | ------------------------- | --------- | ------------- | ---------------- |
| Aimoré              | São Leopoldo    | Cristo-Rei                | 10 000    | 7.º           | 0                |
| Brasil de Pelotas   | Pelotas         | Bento Freitas             | 10 500    | 9.º           | 1 (1919)         |
| Caxias              | Caxias do Sul   | Centenário                | 22 132    | 2.º           | 1 (2000)         |
| Esportivo           | Bento Gonçalves | Montanha dos Vinhedos     | 12 859    | 4.º           | 0                |
| Grêmio              | Porto Alegre    | Arena do Grêmio           | 55 662    | Campeón       | 39 (2020)        |
| Internacional       | Porto Alegre    | Beira-Rio                 | 50 128    | 3.º           | 45 (2016)        |
| Juventude           | Caxias do Sul   | Alfredo Jaconi            | 19 924    | 8.º           | 1 (1998)         |
| Novo Hamburgo       | Novo Hamburgo   | Estadio do Vale           | 5196      | 10.º          | 1 (2017)         |
| Pelotas             | Pelotas         | Boca do Lobo              | 15 478    | 12.º          | 1 (1930)         |
| São José            | Porto Alegre    | Francisco Novelletto Neto | 10 646    | 6.º           | 0                |
| São Luiz            | Ijuí            | 19 de Outubro             | 5217      | 11.º          | 0                |
| Ypiranga de Erechim | Erechim         | Colosso da Lagoa          | 22 000    | 5.º           | 0                |

## Primera fase

### Tabla de posiciones
| Pos. | Equipo              | Pts. | PJ | G | E | P | GF | GC | Dif. | Clasificación          |
| ---- | ------------------- | ---- | -- | - | - | - | -- | -- | ---- | ---------------------- |
| 1    | Grêmio              | 24   | 11 | 7 | 3 | 1 | 23 | 9  | +14  | Fase final.            |
| 2    | Internacional       | 23   | 11 | 7 | 2 | 2 | 24 | 9  | +15  | Fase final.            |
| 3    | Juventude           | 17   | 11 | 5 | 2 | 4 | 14 | 12 | +2   | Fase final.            |
| 4    | Caxias              | 17   | 11 | 4 | 5 | 2 | 13 | 11 | +2   | Fase final.            |
| 5    | Ypiranga de Erechim | 16   | 11 | 4 | 4 | 3 | 20 | 15 | +5   |                        |
| 6    | São José            | 15   | 11 | 4 | 3 | 4 | 10 | 11 | −1   |                        |
| 7    | Aimoré              | 14   | 11 | 4 | 2 | 5 | 10 | 14 | −4   |                        |
| 8    | São Luiz            | 13   | 11 | 3 | 4 | 4 | 10 | 15 | −5   |                        |
| 9    | Brasil de Pelotas   | 12   | 11 | 3 | 3 | 5 | 8  | 12 | −4   |                        |
| 10   | Novo Hamburgo       | 9    | 11 | 2 | 3 | 6 | 13 | 20 | −7   |                        |
| 11   | Esportivo           | 9    | 11 | 2 | 3 | 6 | 9  | 18 | −9   | Descenso de categoría. |
| 12   | Pelotas             | 9    | 11 | 1 | 6 | 4 | 10 | 18 | −8   | Descenso de categoría. |

Actualizado a los partidos jugados el 24 de abril de 2021.
 Fuente: 
Criterios de clasificación: 1) Puntos; 2) Partidos ganados; 3) Diferencia de gol; 4) Goles anotados; 5) Menor cantidad de tarjetas rojas; 6) Menor cantidad de tarjetas amarillas; 7) Sorteo.

### Fixture
- La hora de cada encuentro corresponde al huso horario correspondiente al Estado de Río Grande del Sur (UTC-3).

| São Luiz          | 0 - 3 | Ypiranga de Erechim | Arena União Frederiquense | 27 de febrero | 15:30 |
| Novo Hamburgo     | 1 - 1 | Pelotas             | Estadio do Vale           | 27 de febrero | 20:00 |
| Esportivo         | 1 - 0 | São José            | Montanha dos Vinhedos     | 27 de febrero | 20:00 |
| Brasil de Pelotas | 0 - 1 | Aimoré              | Bento Freitas             | 27 de febrero | 22:00 |
| Internacional     | 1 - 0 | Juventude           | Beira-Rio                 | 1 de marzo    | 20:00 |
| Caxias            | 0 - 0 | Grêmio              | Centenário                | 16 de abril   | 20:00 |

| Ypiranga de Erechim | 3 - 3 | Novo Hamburgo     | Colosso da Lagoa          | 3 de marzo | 20:00 |
| Aimoré              | 2 - 0 | Esportivo         | Cristo-Rei                | 3 de marzo | 20:00 |
| Grêmio              | 4 - 1 | Brasil de Pelotas | Arena do Grêmio           | 3 de marzo | 20:00 |
| Pelotas             | 2 - 2 | Internacional     | Boca do Lobo              | 4 de marzo | 20:00 |
| São José            | 0 - 1 | Caxias            | Francisco Novelletto Neto | 4 de marzo | 20:00 |
| Juventude           | 1 - 2 | São Luiz          | Homero Soldatelli         | 4 de marzo | 21:30 |

| Esportivo     | 0 - 1 | Brasil de Pelotas   | Montanha dos Vinhedos     | 6 de marzo  | 20:00 |
| Pelotas       | 0 - 2 | Ypiranga de Erechim | Boca do Lobo              | 8 de marzo  | 20:00 |
| Internacional | 1 - 2 | São Luiz            | Beira-Rio                 | 8 de marzo  | 20:00 |
| Caxias        | 3 - 2 | Aimoré              | Centenário                | 8 de marzo  | 22:00 |
| Novo Hamburgo | 1 - 3 | Juventude           | Estadio do Vale           | 8 de marzo  | 22:00 |
| São José      | 1 - 1 | Grêmio              | Francisco Novelletto Neto | 22 de marzo | 20:00 |

| Juventude         | 2 - 3 | Pelotas             | Estadio do Vale       | 12 de marzo | 21:00 |
| Brasil de Pelotas | 0 - 0 | Caxias              | Bento Freitas         | 13 de marzo | 20:00 |
| Esportivo         | 0 - 2 | Grêmio              | Montanha dos Vinhedos | 13 de marzo | 20:00 |
| Internacional     | 4 - 2 | Ypiranga de Erechim | Beira-Rio             | 14 de marzo | 20:00 |
| São Luiz          | 2 - 0 | Novo Hamburgo       | 19 de Outubro         | 14 de marzo | 20:00 |
| Aimoré            | 0 - 1 | São José            | Cristo-Rei            | 14 de marzo | 20:00 |

| São José            | 1 - 2 | Brasil de Pelotas | Francisco Novelletto Neto | 19 de marzo | 20:00 |
| Grêmio              | 2 - 0 | Aimoré            | Arena do Grêmio           | 19 de marzo | 20:00 |
| Pelotas             | 1 - 1 | São Luiz          | Boca do Lobo              | 21 de marzo | 20:00 |
| Novo Hamburgo       | 0 - 1 | Internacional     | Estadio do Vale           | 21 de marzo | 20:00 |
| Caxias              | 2 - 1 | Esportivo         | Centenário                | 21 de marzo | 20:00 |
| Ypiranga de Erechim | 0 - 1 | Juventude         | Colosso da Lagoa          | 22 de marzo | 22:00 |

| Novo Hamburgo       | 1 - 1 | Brasil de Pelotas | Estadio do Vale       | 24 de marzo | 20:00 |
| Internacional       | 2 - 0 | Caxias            | Beira-Rio             | 24 de marzo | 22:00 |
| São Luiz            | 1 - 1 | Esportivo         | 19 de Outubro         | 25 de marzo | 20:00 |
| Ypiranga de Erechim | 4 - 1 | São José          | Colosso da Lagoa      | 25 de marzo | 20:00 |
| Juventude           | 2 - 1 | Grêmio            | Montanha dos Vinhedos | 25 de marzo | 21:30 |
| Pelotas             | 1 - 2 | Aimoré            | Boca do Lobo          | 25 de marzo | 22:00 |

| Brasil de Pelotas | 1 - 2 | Internacional       | Bento Freitas             | 27 de marzo | 20:00 |
| São José          | 1 - 0 | Juventude           | Francisco Novelletto Neto | 28 de marzo | 20:00 |
| Caxias            | 4 - 0 | São Luiz            | Centenário                | 28 de marzo | 20:00 |
| Aimoré            | 0 - 0 | Ypiranga de Erechim | Cristo-Rei                | 28 de marzo | 20:00 |
| Grêmio            | 4 - 0 | Pelotas             | Arena do Grêmio           | 28 de marzo | 21:00 |
| Esportivo         | 1 - 2 | Novo Hamburgo       | Montanha dos Vinhedos     | 29 de marzo | 20:00 |

| Ypiranga de Erechim | 1 - 0 | Brasil de Pelotas | Colosso da Lagoa      | 31 de marzo | 20:00 |
| Internacional       | 0 - 0 | São José          | Beira-Rio             | 31 de marzo | 20:00 |
| São Luiz            | 2 - 2 | Grêmio            | Vermelhão da Serra    | 31 de marzo | 22:00 |
| Novo Hamburgo       | 3 - 0 | Caxias            | Estadio do Vale       | 1 de abril  | 20:00 |
| Juventude           | 1 - 0 | Aimoré            | Montanha dos Vinhedos | 1 de abril  | 20:00 |
| Pelotas             | 0 - 2 | Esportivo         | Boca do Lobo          | 1 de abril  | 20:00 |

| Grêmio            | 1 - 0 | Internacional       | Arena do Grêmio           | 3 de abril | 22:15 |
| São José          | 1 - 0 | São Luiz            | Francisco Novelletto Neto | 4 de abril | 20:00 |
| Brasil de Pelotas | 0 - 0 | Pelotas             | Bento Freitas             | 5 de abril | 20:00 |
| Caxias            | 0 - 0 | Juventude           | Centenário                | 5 de abril | 20:00 |
| Aimoré            | 2 - 0 | Novo Hamburgo       | Cristo-Rei                | 5 de abril | 20:00 |
| Esportivo         | 1 - 1 | Ypiranga de Erechim | Montanha dos Vinhedos     | 9 de abril | 20:00 |

| Aimoré            | 1 - 6 | Internacional       | Cristo-Rei                | 14 de abril | 21:30 |
| Grêmio            | 3 - 1 | Novo Hamburgo       | Arena do Grêmio           | 18 de abril | 20:00 |
| Brasil de Pelotas | 1 - 0 | São Luiz            | Bento Freitas             | 18 de abril | 20:00 |
| São José          | 1 - 1 | Pelotas             | Francisco Novelletto Neto | 19 de abril | 20:00 |
| Esportivo         | 2 - 2 | Juventude           | Montanha dos Vinhedos     | 19 de abril | 20:00 |
| Caxias            | 2 - 2 | Ypiranga de Erechim | Centenário                | 20 de abril | 20:00 |

| Ypiranga de Erechim | 2 - 3 | Grêmio            | Colosso da Lagoa      | 24 de abril | 21:00 |
| Internacional       | 5 - 0 | Esportivo         | Beira-Rio             | 24 de abril | 21:00 |
| São Luiz            | 0 - 0 | Aimoré            | 19 de Outubro         | 24 de abril | 21:00 |
| Novo Hamburgo       | 1 - 3 | São José          | Estadio do Vale       | 24 de abril | 21:00 |
| Juventude           | 2 - 1 | Brasil de Pelotas | Montanha dos Vinhedos | 24 de abril | 21:00 |
| Pelotas             | 1 - 1 | Caxias            | Boca do Lobo          | 24 de abril | 21:00 |

## Fase final

#### Cuadro de desarrollo
|  | Semifinales    | Semifinales    | Semifinales    | Semifinales    | Semifinales    |   |   | Final           | Final           | Final           | Final           | Final           |  |
|  | 2 al 9 de mayo | 2 al 9 de mayo | 2 al 9 de mayo | 2 al 9 de mayo | 2 al 9 de mayo |   |   | 16 y 23 de mayo | 16 y 23 de mayo | 16 y 23 de mayo | 16 y 23 de mayo | 16 y 23 de mayo |  |
|  |                |                |                |                |                |   |   |                 |                 |                 |                 |                 |  |
|  |                |                |                |                |                |   |   |                 |                 |                 |                 |                 |  |
|  | 1              | Grêmio         | 2              | 2              | 4              |   |   |                 |                 |                 |                 |                 |  |
|  | 1              | Grêmio         | 2              | 2              | 4              |   |   |                 |                 |                 |                 |                 |  |
|  | 4              | Caxias         | 1              | 0              | 1              |   |   |                 |                 |                 |                 |                 |  |
|  | 4              | Caxias         | 1              | 0              | 1              |   | 1 | Grêmio          | 2               | 1               | 3               |                 |  |
|  |                |                |                |                |                |   | 1 | Grêmio          | 2               | 1               | 3               |                 |  |
|  |                |                | 2              | Internacional  | 1              | 1 | 2 |                 |                 |                 |                 |                 |  |
|  | 2              | Internacional  | 2              | Internacional  | 1              | 1 | 2 | 0               | 4               | 4               |                 |                 |  |
|  | 2              | Internacional  |                |                |                |   |   | 0               | 4               | 4               |                 |                 |  |
|  | 3              | Juventude      | 1              | 1              | 2              |   |   |                 |                 |                 |                 |                 |  |
|  | 3              | Juventude      | 1              | 1              | 2              |   |   |                 |                 |                 |                 |                 |  |
|  |                |                |                |                |                |   |   |                 |                 |                 |                 |                 |  |

Nota: El equipo que ocupa la primera línea es el que define la serie como local.
| Bandera del estado de Río Grande del Sur |
| Campeón                                  |
| Grêmio 40.° título                       |

## Clasificación final
| Pos. | Equipo              | Pts. | PJ | G  | E | P | GF | GC | Dif. | Clasificación          |
| ---- | ------------------- | ---- | -- | -- | - | - | -- | -- | ---- | ---------------------- |
| 1.°  | Grêmio (C)          | 34   | 15 | 10 | 4 | 1 | 30 | 12 | +18  | Copa de Brasil 2022.   |
| 2.°  | Internacional       | 27   | 15 | 8  | 3 | 4 | 30 | 14 | +16  | Copa de Brasil 2022.   |
| 3.°  | Juventude           | 20   | 13 | 6  | 2 | 5 | 16 | 16 | 0    | Copa de Brasil 2022.   |
| 4.°  | Caxias              | 17   | 13 | 4  | 5 | 4 | 14 | 15 | −1   | Serie D 2022.          |
| 5.°  | Ypiranga de Erechim | 16   | 11 | 4  | 4 | 3 | 20 | 15 | +5   |                        |
| 6.°  | São José            | 15   | 11 | 4  | 3 | 4 | 10 | 11 | −1   |                        |
| 7.°  | Aimoré              | 14   | 11 | 4  | 2 | 5 | 10 | 14 | −4   | Serie D 2022.          |
| 8.°  | São Luiz            | 13   | 11 | 3  | 4 | 4 | 10 | 15 | −5   | Serie D 2022.          |
| 9.°  | Brasil de Pelotas   | 12   | 11 | 3  | 3 | 5 | 8  | 12 | −4   | Copa de Brasil 2022.   |
| 10.° | Novo Hamburgo       | 9    | 11 | 2  | 3 | 6 | 13 | 20 | −7   |                        |
| 11.° | Esportivo           | 9    | 11 | 2  | 3 | 6 | 9  | 18 | −9   | Segunda División 2022. |
| 12.° | Pelotas             | 9    | 11 | 1  | 6 | 4 | 10 | 18 | −8   | Segunda División 2022. |

Reglas de clasificación: 1) Puntos; 2) Partidos ganados; 3) Diferencia de gol; 4) Goles anotados; 5) Menor cantidad de tarjetas rojas; 6) Menor cantidad de tarjetas amarillas; 7) Sorteo.

Nota: Los cupos de clasificación para la Serie D 2022 pasaron a manos de Caxias, Aimoré y São Luiz, debido a que Grêmio disputa la Serie B en 2022, Internacional y Juventude la Serie A, mientras que Ypiranga y São José la Serie C.

## Goleadores
| Jugador          | Equipo              | Goles |
| ---------------- | ------------------- | ----- |
| Diego Souza      | Grêmio              | 7     |
| Thiago Galhardo  | Internacional       | 5     |
| Matheus Peixoto  | Juventude           | 4     |
| Ricardinho Viana | Grêmio              | 4     |
| Hélio Paraíba    | Novo Hamburgo       | 4     |
| Ferreirinha      | Grêmio              | 4     |
| Yuri Alberto     | Internacional       | 4     |
| Gustavo Ramos    | Caxias              | 4     |
| Caprini          | Ypiranga de Erechim | 4     |